# Marijan Mirt
Marijan Mirt, kipar in slikar, * 29. avgust 1975, Zagreb, Hrvaška.

## Biografija
Končal je Srednjo šolo za uporabno umetnost in oblikovanje v Zagrebu na oddelku kiparstva. Leta 2009 je diplomiral na Akademiji za likovno umetnost v Zagrebu pod mentorstvom profesorjev Mira Vuca in Roberta Emila Tanaya. 
Leta 2000 se je preselil v Maribor, kjer je leta 2003 postal aktiven član Društva likovnih umetnikov Maribor (DLUM).  

## Nagrade
- 2024 Nagrada Charles Cary Rumsey[2]
- 2024 Nagrada Taylor[3]
- 2023 Glazerjeva listina Mestne občine Maribor
- 2022 Zlata medalja za kiparstvo na Pariškem salonu Société Nationale des Beaux-Arts / l'Orangerie du Sénat dans le jardin du Luxembourg, Pariz, Francija [4]
- 2020 Priznanje Riharda Jakopiča 2020[5]
- 2019 Nagrada Društva likovnih umetnikov Maribor (DLUM);
- 2018 Nagrada Društva likovnih umetnikov Maribor (DLUM);
- 2017 Zlata medalja za kiparstvo na Pariškem salonu Société Nationale des Beaux-Arts / Louvre, Pariz, Francija [6]
- 2017 Nagrada Društva likovnih umetnikov Maribor (DLUM);
- 2013 Nagrada Društva likovnih umetnikov Maribor (DLUM);

## Dela

### Javne skulpture
- 2024 - "Nekaj od mnogih[7]" / Tolmin, Slovenija
- 2022 - "Nikola VII. Zrinski" / Lendava, Slovenija[8]
- 2021 - "Ljudevit Gaj" / Ljubljana, Slovenija[9]
- 2017 - “Gabriel” / Zagreb, Hrvaška
- 2014 - “Liebe” / Sirnitz, Avstrija
- 2010 - “Pegasus” / Penza, Rusija
- 2009 - “Vizionars” / Penza, Rusija
- 2006 - “Vizionar” / Makole, Slovenija
- 2002 - “Pet organskih nevarnosti” / Židovski trg[10], Maribor, Slovenija